# Georgian Carpen
Georgian Carpen (* 21. Januar 1987) ist ein rumänischer Ringer. Er wurde 2012 Vize-Europameister im griechisch-römischen Stil im Leichtgewicht.

## Werdegang
Georgian Carpen begann im Jahr 2000 mit dem Ringen. Er gehört dem Sportclub Alro Statia Brest an und bevorzugt den griechisch-römischen Stil. Seine Trainer waren bzw. sind Dinu Obrocea und Peter Onciu. Der 1,67 Meter große Athlet ist Student und bestreitet z. Zt. seinen Lebensunterhalt mit dem Ringen. Im Jahre 2012 wurde er vom rumänischen Ringerverband zum rumänischen Ringer des Jahres gekürt. Er ist auch in Deutschlands Ringerkreisen gut bekannt, weil er seit 2011 in der deutschen Bundesliga für den KSV Schriesheim an den Start geht.
Seinen Einstand auf der internationalen Ringermatte gab er im Jahre 2004, als er bei der Junioren-Europameisterschaft (Cadets) in Albena/Bulgarien an den Start ging und in der Gewichtsklasse bis 63 kg den 24. Platz belegte. Auch in den Jahren bis 2007 nahm er noch mehrmals an internationalen Juniorenmeisterschaften teil, konnte sich aber nicht im Vorderfeld platzieren. 2008 rückte er zu den Senioren auf, war in seiner Gewichtsklasse bis 2011 hinter Ionuț Panait die "Nummer 2" und wurde in den Jahren 2008 bis 2011 auch bei keiner internationalen Meisterschaft eingesetzt. 
2012 wurde er rumänischer Meister im Leichtgewicht und startete daraufhin bei der Europameisterschaft in Belgrad. Er war dort in hervorragender Form und erkämpfte sich im Leichtgewicht mit Siegen über Ion Luchiba, Moldawien, Emilian Todorow, Bulgarien, Islambek Albijew, Russland und Jaroslaw Kardasch, Weißrussland den Einzug in das Finale. In diesem verlor er allerdings gegen den Deutschen Frank Stäbler klar nach Punkten. Er wurde damit Vize-Europameister.
In den folgenden Jahren konnte er an diese Leistung nicht mehr anknüpfen. Er verpasste auch die Qualifikation für die Olympischen Spiele 2012 in London.

## Internationale Erfolge
| Jahr | Platz | Wettbewerb                                    | Gewichtsklasse | Ergebnisse |
| 2004 | 24.   | Junioren-EM (Cadets) in Albena/Bulgarien      | bis 63 kg      | Sieger: Wladimir Lohyda, Ukraine vor Pargew Chacherjan, Armenien |
| 2006 | 18.   | Junioren-EM (Juniors) in Szombathely          | Leicht         | Sieger: Wladimir Lohyda vor Alexander Tschechirkin, Russland |
| 2006 | 13.   | Junioren-WM (Juniors) in Guatemala-Stadt      | Leicht         | Sieger: Refik Ayvazoglu, Türkei vor Kim Hyeon-woo, Südkorea |
| 2007 | 23.   | Junioren-WM (Juniors) in Peking               | Leicht         | Sieger: Ruslan Belcharojew, Russland vor Aibek Jenschanow |
| 2008 | 9.    | Golden-Grand-Prix in Baku                     | Leicht         | Sieger: Tamas Lörincz, Ungarn vor Farid Mansurow, Aserbaidschan |
| 2009 | 9.    | Großer Preis von Deutschland in Dortmund      | Leicht         | Sieger: Ambako Watschadse, Russland vor Michail Semjonow, Weißrussland |
| 2010 | 5.    | Cristo Lutte in Créteil                       | Leicht         | Sieger: Artak Margarjan vor Benoit Bouzekri, beide Frankreich |
| 2010 | 10.   | Großer Preis von Deutschland in Dortmund      | Leicht         | Sieger: Islambek Albijew, Russland vor Tamas Lörincz |
| 2011 | 2.    | Dan Kolow & Nikolai Petrow-Memorial in Burgas | Leicht         | hinter Yunus Özel, Türkei, vor Manuchar Turmanidse und Antoni Mamageischwili, beide Georgien                                                                                              |
| 2011 | 12.   | Golden-Grand-Prix in Szombathely              | Leicht         | Sieger: Darchan Bajachmetow, Kasachstan vor Hiroyuki Shimizu, Japan |
| 2011 | 7.    | Torneo Citta a Sassari                        | Leicht         | Sieger: Juri Denissow, Russland vor Ionut Panait, Rumänien |
| 2011 | 9.    | Großer Preis von Spanien in Madrid            | Leicht         | Sieger: Migran Arutjunjan, Russland vor Sharur Wardanjan, Schweden |
| 2012 | 14.   | Golden-Grand-Prix in Szombathely              | Leicht         | Sieger: Tamas Lörincz vor Dominik Etlinger, Kroatien |
| 2012 | 2.    | EM in Belgrad                                 | Leicht         | nach Siegen über Ion Luchiba, Moldawien, Emilian Todorow, Bulgarien, Islambek Albijew, Russland und Jaroslaw Kardasch, Weißrussland und einer Niederlage gegen Frank Stäbler, Deutschland |
| 2012 | 12.   | Olympia-Qualif.-Turnier in Sofia              | Leicht         | Sieger: Steeve Guénot, Frankreich vor Edgaras Venckaitis, Litauen |
| 2012 | 18.   | Olympia-Qualif.-Turnier in Helsinki           | Leicht         | Sieger: Atakan Yüksel, Türkei vor Howhannes Warderesjan, Armenien |
| 2013 | 3.    | Dan Kolow & Nikola Petrow-Memorial in Plowdiw | Leicht         | hinter Sharur Wardanjen und Tomasz Swierk, Polen |
| 2013 | 18.   | EM in Tiflis                                  | Leicht         | nach einer Niederlage gegen Aleksandar Maksimović, Serbien |
| 2013 | 2.    | "Ion-Corneanu"-Memorial in Targoviste         | Leicht         | hinter Frank Stäbler, vor Alexander Chwoschch und Witali Kononow, beide Ukraine |
| 2013 | 29.   | WM in Budapest                                | Leicht         | nach einer Niederlage gegen Mihail Cocnicean, Moldawien |

Erläuterungen
- alle Wettkämpfe im griechisch-römischen Stil
- WM = Weltmeisterschaft, EM = Europameisterschaft
- Leichtgewicht, Gewichtsklasse bis 66 kg (bis 31. Dezember 2013); seit 1. Januar 2014 gilt eine neue Gewichtsklasseneinteilung durch die FILA